# Ocota de los Llanos
Ocota de los Llanos är en ort i Mexiko.   Den ligger i kommunen Mezquitic och delstaten Jalisco, i den centrala delen av landet, 600 km nordväst om huvudstaden Mexico City. Ocota de los Llanos ligger 1 518 meter över havet och antalet invånare är 158.
Terrängen runt Ocota de los Llanos är kuperad åt nordost, men åt sydväst är den bergig. Runt Ocota de los Llanos är det mycket glesbefolkat, med 4 invånare per kvadratkilometer. Närmaste större samhälle är Tuxpan de Bolaños, 16,8 km söder om Ocota de los Llanos. I omgivningarna runt Ocota de los Llanos växer huvudsakligen savannskog.